# Escut de Colldejou
L'escut oficial de Colldejou té el següent blasonament:
Escut caironat: d'argent, un coll de sinople movent de la punta sobremuntat d'un jou de gules. Per timbre, una corona de poble.

## Història
Va ser aprovat el 6 de febrer de 2004 i publicat al DOGC l'1 de març del 2004 amb el número 4081.
Escut parlant referit al nom del poble: s'hi representa un coll i un jou.